# جائزة جنوب إفريقيا الكبرى 1982
جائزة جنوب أفريقيا الكبرى 1982 هو سباق فورمولا 1 أقيم بتاريخ 23 يناير 1982 في خاوتينغ، جنوب أفريقيا. كان الأول من أصل 16 في بطولة العالم لسباقات الفورمولا واحد موسم 1982. حلّ الفرنسي ألن بروست أولا بينما جاء الأرجنتيني كارلوس ريوتيمان في المركز الثاني وحصل على المركز الثالث الفرنسي رينيه أرنو.